# دنیا بطمه
دنیا بطمه (عربی: دنیا بطمة؛ زادهٔ ۱ آوریل ۱۹۹۱) موسیقی‌دان اهل مراکش است. در اولین فصل عرب آیدل (نسخه عربی پاپ آیدل) در ام‌بی‌سی به شهرت رسید. البته او رتبهٔ نخست را در مقابل شرکت‌کننده مصری کارمن سلیمان از دست داد. او با محمد الترک، پدر خوانندهٔ بحرینی حلا الترک ازدواج کرده است.

## کارهای هنری

### ترانه‌ها
- ۲۰۱۸ :""'علمتنی"" (یادم داد) '(عربی فصیح)
- ۲۰۱۷: "ناوین نیة" (قصدهایی در سر دارند) (لهجه خلیجی)
- ۲۰۱۷: "ارقص" (برقص) (لهجه خلیجی)
- ۲۰۱۶: " غیورة " (غیرتی) (لهجه خلیجی).
- ۲۰۱۶: " حب صینی " (عشق چینی) (لهجه خلیجی).
- ۲۰۱۵: " مغرب مغربنا " مغرب مغرب ما(لهجه مغربی).
- ۲۰۱۵: " مزیان واعر " (خیلی قشنگ) (لهجه مغربی).
- ۲۰۱۵: " آه یا قمر " (آه ای ماه) (لهجه خلیجی) با حلا الترک. متن: محمد الترک.
- ۲۰۱۴: " هنی هنی " (مبارک باشد) (لهجه خلیجی). متن: عبد السلام بن سوار. آهنگساز: فایز السعید.
- ۲۰۱۳: " عظمة علی عظمة " (بزرگ بر بزرگ) (لهجه مصری). با یوسف عرفات و کارمن سلیمان.
- ۲۰۱۳: " ولافخبارو " (لهجه مغربی).
- ۲۰۱۳: " مانت رایق " (لهجه خلیجی).
- ۲۰۱۳: " بدری " (ماه چهارده من) (لهجه خلیجی). متن: عبدالله بوراس. آهنگساز: ناصر الصالح.
- ۲۰۱۲: " عایش غریب " (زندگی عجیب) (لهجه خلیجی).
- ۲۰۱۲: " سلام " (لهجه خلیجی). متن: سعود بن عبدالله. آهنگساز: ناصر الصالح.
- ۲۰۱۲: " خلونی " (اجازه بهم بدید) (لهجه خلیجی).
- ۲۰۱۲: " الیوم أبیک " (امروز می‌خوامت) (لهجه خلیجی). متن: ترکی المشیقح. آهنگساز: عصام کمال.
- ۲۰۱۱: " علاش تغیب " (واسه چی نیستی) (لهجه مغربی).

### ترانه‌های تیتراژ آغازین سریال‌ها
- ۲۰۱۲: ترانه تیتراژ سریال کویتی خوات دنیا (لهجه خلیجی).
- ۲۰۱۱: ترانه تیتراژ سریال مغربی صالون شهرزاد (لهجة مغربیة).
- ۲۰۱۸: ترانه تیتراژ سریال مغربی اوشن